# Omeir ibne Hubabe Alçulami
Omeir ibne Hubabe Alçulami (em árabe: عمير بن الحباب السلمي; romaniz.: ʿUmayr ibn al-Ḥubāb al-Sulamī; m. 689) foi um chefe da tribo dos soleimitas, um ex-general omíada e um dos principais líderes das tribos caicitas nas guerras entre facções com os calbitas e taglibitas.

## Vida
Omeir era filho de um certo Hubabe e pertencia ao proeminente clã dos dacuanitas da grande tribo árabe dos soleimitas, enquanto sua mãe era uma mulher negra africana. Su família morava na região do rio Balique, na região de Jazira (Alta Mesopotâmia). Serviu no exército do califa omíada Moáuia I (r. 661–680), lutando sob o comando de seu companheiro soleimita Safuane ibne Muatal Desempenhou um papel fundamental na captura de uma fortaleza armênia conhecida como "Hicém Canque" (Camaca) em 678. Adquiriu fama durante esta operação, com o historiador Albaladuri do século IX escrevendo:
| “ | (...) Omeir ibne Hubabe Alçulami, que escalou a parede [da fortaleza] e continuou lutando sozinho até que os gregos [bizantinos] cederam e os muçulmanos escalaram. Assim, a redução de Canque foi devido a Omeir ibne Hubabe e foi a coisa em que se gabou e outros se gabaram por ele. | ” |

De acordo com a historiadora Patricia Crone, é mais conhecido por seu papel na Segunda Guerra Civil Muçulmana. Apesar de ser membro da facção tribal caicita, manteve sua fidelidade aos omíadas sob Maruane I (r. 684–685) e ao filho deste último, Abedal Maleque ibne Maruane (r. 685–705) após a devastadora derrota caicita na Batalha de Marje Raite nas mãos dos omíadas e seus aliados iamanitas, particularmente os calbitas. No entanto, a batalha ainda deixou ele e seus membros de tribo amargurados com seus rivais calbitas e os omíadas, e isso se tornou aparente durante a Batalha de Cazir em 686. Durante esse combate, Omeir comandou a ala esquerda do exército omíada liderado por Ubaide Alá ibne Ziade contra as forças pró-álidas lideradas por Ibraim ibne Alastar; antes que os dois lados se encontrassem, se encontrou secretamente com ibne Alastar e se ofereceu para desertar com seu regimento dominado por caicitas no meio da batalha. O resultado foi uma derrota omíada e o assassinato de Ubaide Alá. Foi recompensado por ibne Alastar, que era governador de para Almoquetar Atacafi sobre Moçul e Jazira, com os governos locais de Tur Abdim e Quefartuta (Cafer Tuta).

### Líder dos caicitas
Em uma demonstração de valor tribal, Omeir optou por se juntar a seu companheiro caicita Zufar ibne Alharite Alquilabi em Circésio (Carcísia) em vez de se juntar ao líder pró-álida Almoquetar Atacafi depois de Cazir. De Circésio, Omeir liderou ataques de punição contra os calbitas liderados por seu chefe Humaide ibne Huraite ibne Badal. Ele ou Zufar liderou um ataque caicita contra os calbitas em Iclil no deserto de Samauá entre a Síria e o Iraque, matando entre 500 e mil calbitas. A entrada enérgica de Omeir na rivalidade caicita-calbita fez dele o líder mais ativo dos caicitas, já que Zufar costumava ficar preso defendendo Circésio dos avanços omíadas. Liderou novos ataques contra os calbitas em Samauá, e quase matou Humaide na vila de Caaba. Os calbitas foram finalmente expulsos do Samauá pelos ataques de Omeir, embora temporariamente.
Enquanto isso, Omeir enredou os caicitas numa guerra sangrenta olho por olho com os anteriormente neutros taglibitas quando liderou as invasões soleimitas no território taglibita ao longo do rio Cabur. Zufar falhou em suas tentativas de mediar a disputa e acabou se conformando com a abordagem militante de Omeir. Omeir obteve a sanção de Muçabe ibne Zobair do Iraque para atacar os cristãos taglibitas e massacrou muitos deles em Maquecim ao longo do Cabur. Ataques e contra-ataques seguiram em lugares abrangendo os rios Cabur, Balique, Tigre e Tartar, com os taglibitas comumente perdendo. No entanto, em 689, mataram Omeir numa batalha em Haxaque ao longo do Tartar, perto de Ticrite. Eles então o decapitaram e entregaram sua cabeça a Abedal Maleque, que ficou satisfeito com a morte do chefe rebelde. Sua morte foi celebrada em verso pelo poeta Alactal. As façanhas de Omeir e o desempenho no campo de batalha nas rixas tribais lhe renderam "a reputação de um dos homens mais poderosos de sua época", de acordo com Crone.

## Legado
O irmão e os filhos de Omeir serviram como generais no exército omíada, com Tamim ibne Hubabe servindo nas campanhas de Iázide II (r. 720–724) contra os carijitas de Cufa, e os filhos de Omeir, Dufafa e Calide, participando das expedições Maslama ibne Abedal Maleque (fl.  705–738) contra Constantinopla. Embora nenhum descendente de terceira geração de Omeir seja mencionado nas fontes, um chefe soleimita no norte da África que se rebelou contra os aglábidas (800–909) afirmou ser descendente dele.